# Андевиль
Андевиль (фр. Andeville) — коммуна на севере Франции, регион О-де-Франс, департамент Уаза, округ Бове, кантон Мерю. Расположена в 24 км к югу от Бове и в 51 км к северу от Парижа, в 5 км от автомагистрали А16 "Европейская".
Население (2018) — 3 289 человек.

## Достопримечательности
- Церковь Святого Леже XVI века

## Экономика
Структура занятости населения:
- сельское хозяйство — 0,0 %
- промышленность — 23,3 %
- строительство — 9,2 %
- торговля, транспорт и сфера услуг — 35,1 %
- государственные и муниципальные службы — 32,4 %

Уровень безработицы (2017) — 11,7 % (Франция в целом — 13,4 %, департамент Уаза — 13,8 %). 

Среднегодовой доход на 1 человека, евро (2018) — 23 140 (Франция в целом — 21 730, департамент Уаза — 22 150).

## Демография
Динамика численности населения, чел.

## Администрация
Пост мэра Андевиля с 2001 года занимает Жан-Шарль Морель (Jean-Charles Morel). На муниципальных выборах 2020 года возглавляемый им список был единственным.
| Период | Период | Фамилия          | Партия       | Примечания  |
| ------ | ------ | ---------------- | ------------ | ----------- |
| 1965   | 2001   | Жак Бержере      |              |             |
| 2001   |        | Жан-Шарль Морель | Разные левые | IT-менеджер |

## Галерея
- Церковь Святого Леже

1. 1 2  база данных о французских коммунах — Национальный географический институт Франции, 2015.